# Adenandra uniflora
Adenandra uniflora är en vinruteväxtart som först beskrevs av Carl von Linné, och fick sitt nu gällande namn av Carl Ludwig von Willdenow. Adenandra uniflora ingår i släktet Adenandra och familjen vinruteväxter. Inga underarter finns listade i Catalogue of Life.